# Allionia incarnata
Allionia incarnata är en underblomsväxtart som beskrevs av Carl von Linné. Allionia incarnata ingår i släktet Allionia och familjen underblomsväxter. Den är ovanlig på så vis att det som liknar en rund blomma (radiärsymmetrisk, aktinomorf) i själva verket är en blomställning med tre separata zygomorfa blommor. Växten är vanlig i vägkanter och andra öppna platser i sydvästra USA, särskilt ökenområdena.

## Underarter
Arten delas in i följande underarter:
- A. i. anodonta
- A. i. glabra
- A. i. glabra
- A. i. villosa
- A. i. nudata
- A. i. villosa
- A. i. villosa

## Bildgalleri

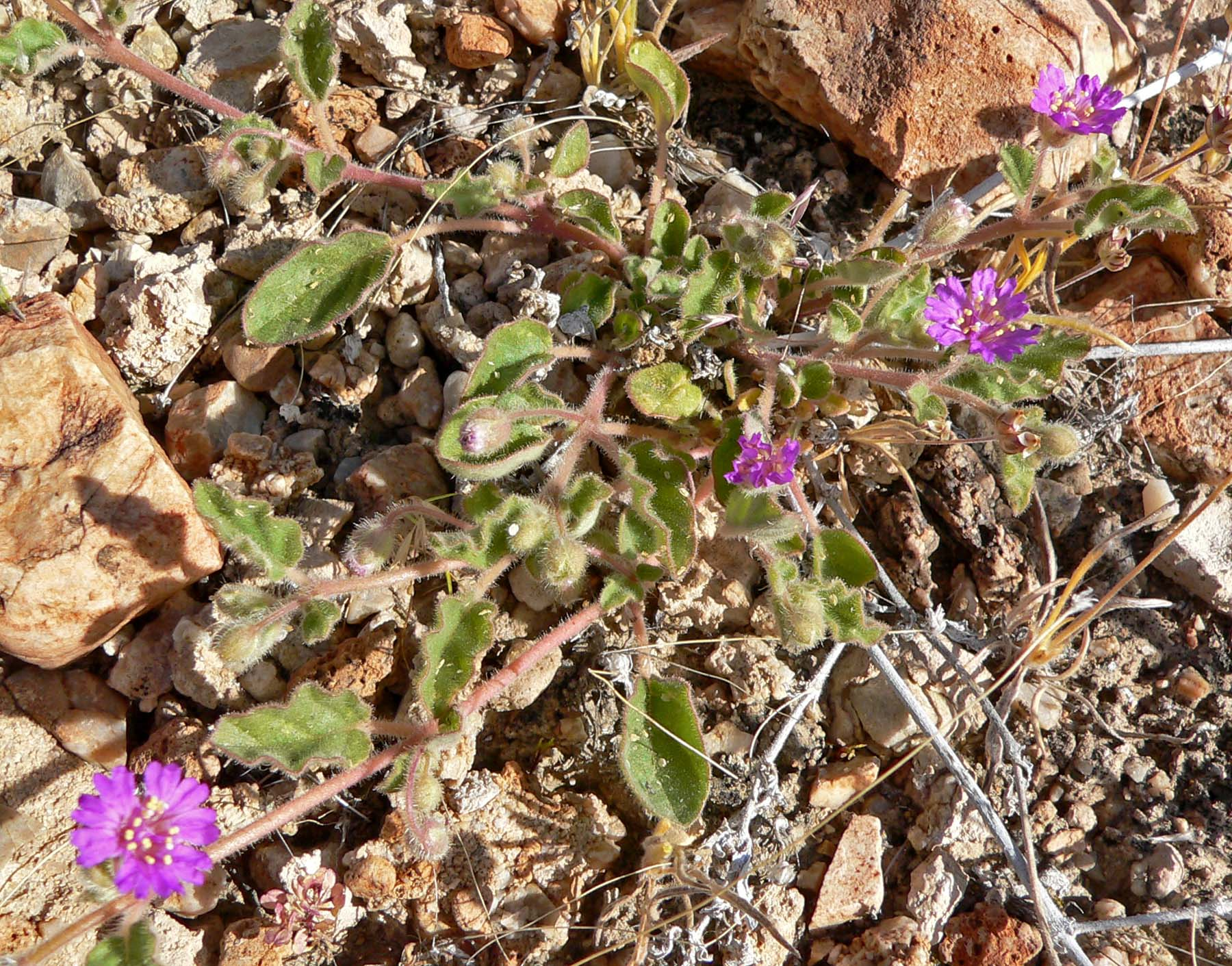
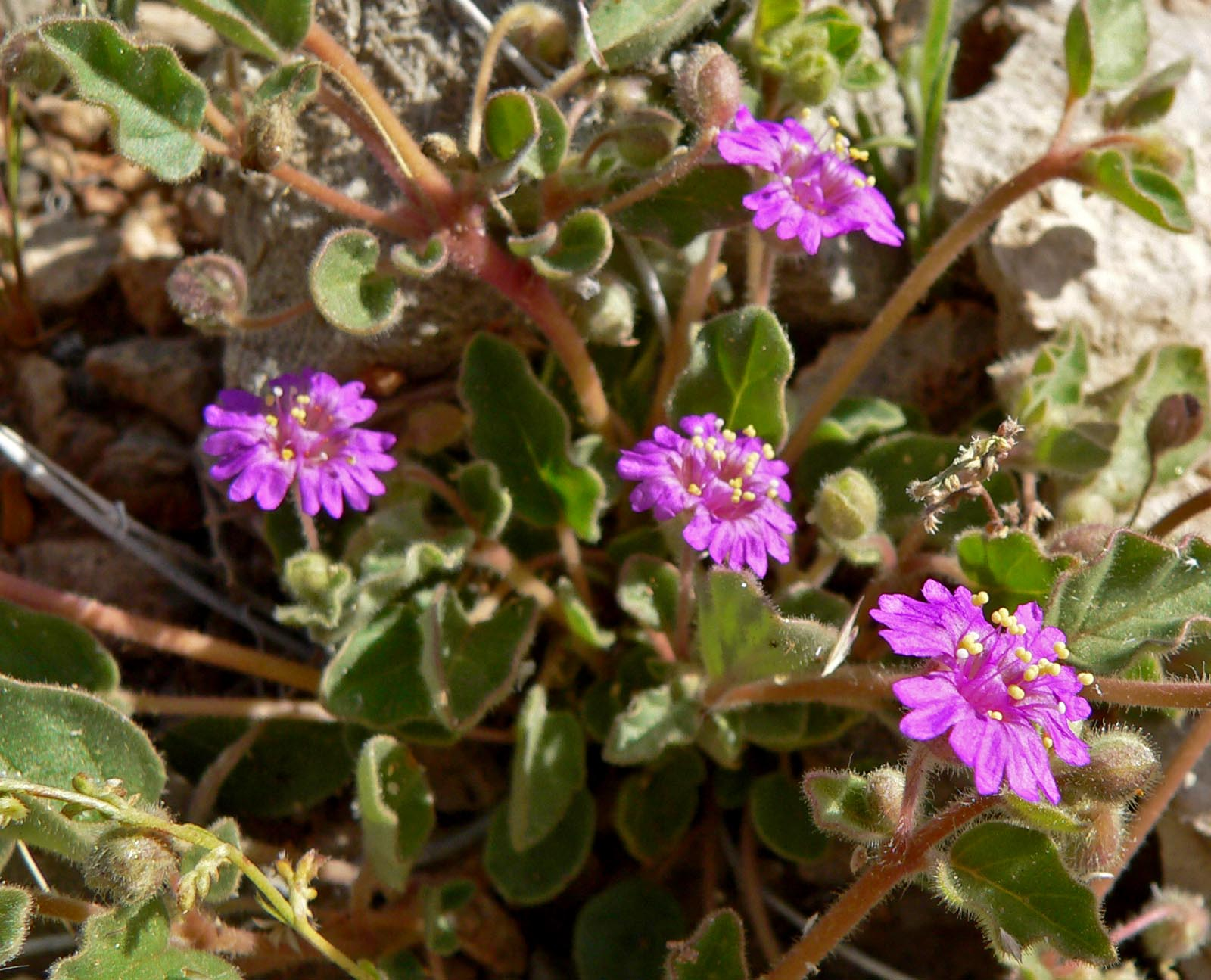
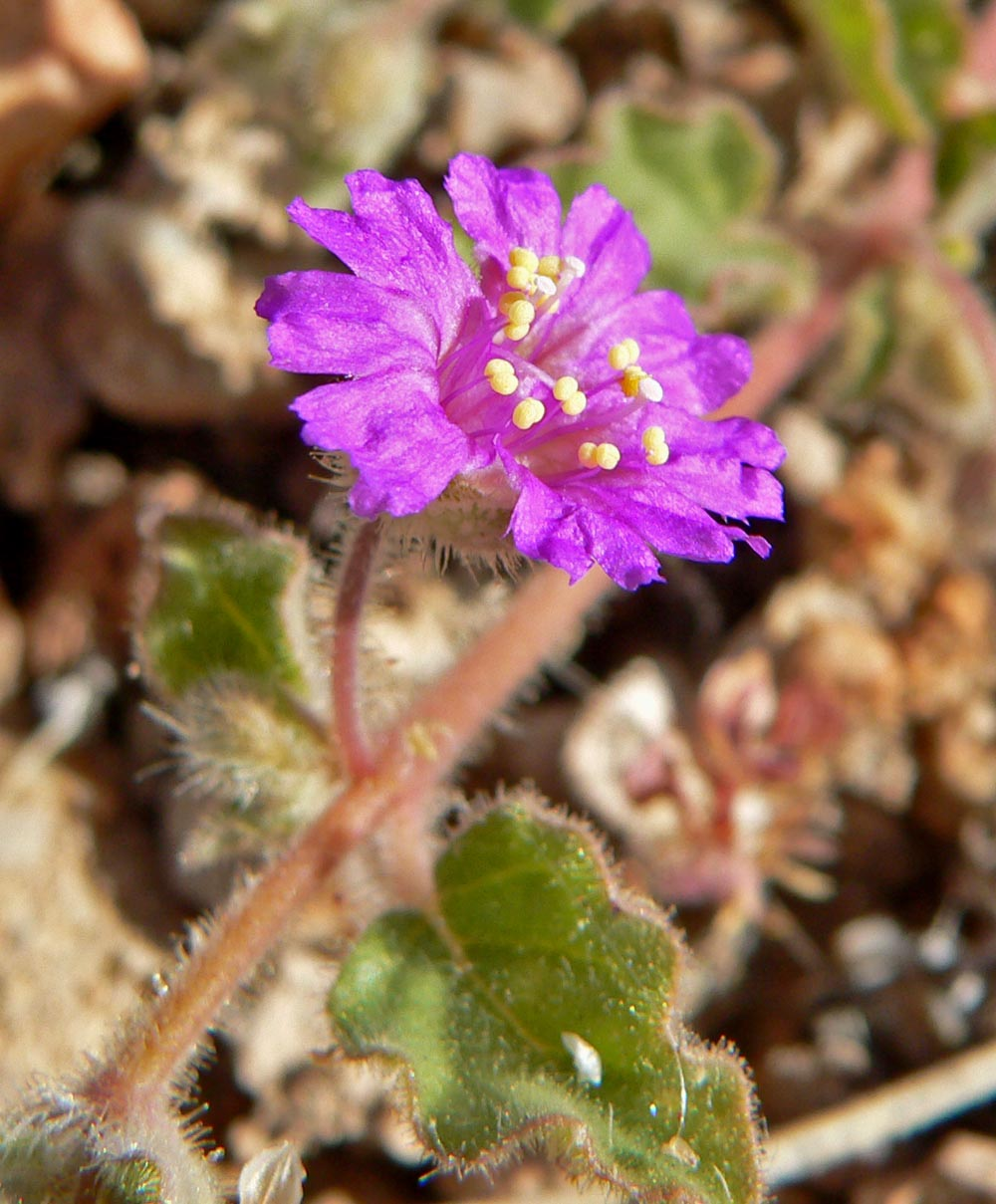
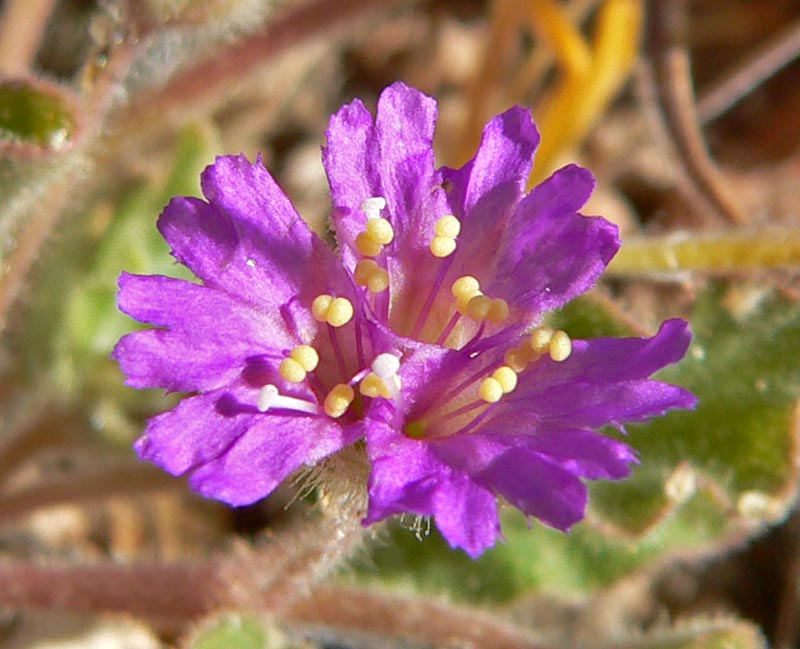